# Lyès Mokdel
Lyès Mokddel, né le 20 juin 1990, est un athlète algérien, spécialiste du 110 mètres haies. 

## Biographie
Il bat le record des Championnats panarabes le 22 mai 2013 à Doha en 13 s 63 (+ 0,1 m/s) pour remporter la médaille d'or.
En 2014 il réalise un record personnel de 13 s 48 lors du meeting de Forbach, à deux centièmes du record national.
En octobre 2014, il rejoint le groupe d'entraînement de Patricia Girard et remporte en 13 s 49, à 1/100e de son record, l'argent aux Jeux africains de Brazzaville, battu par le Sud-Africain Antonio Alkana, auteur d'un nouveau record des Jeux.

## Palmarès
| Date | Compétition            | Lieu        | Résultat | Temps   |
| ---- | ---------------------- | ----------- | -------- | ------- |
| 2011 | Championnats panarabes | Al-Aïn      | 3e       | 13 s 80 |
| 2012 | Championnats d'Afrique | Porto-Novo  | 3e       | 13 s 73 |
| 2013 | Championnats panarabes | Doha        | 1er      | 13 s 63 |
| 2015 | Jeux africains         | Brazzaville | 2e       | 13 s 49 |

## Records
| Épreuve     | Performance | Lieu    | Date        |
| ----------- | ----------- | ------- | ----------- |
| 110 m haies | 13 s 48     | Forbach | 25 mai 2014 |